# Ange Édouard Poungui
Ange Édouard Poungui (* 4. Januar 1942 in Bouenza, Französisch-Äquatorialafrika, heute: Republik Kongo) ist ein kongolesischer Politiker der Parti Congolais du Travail (PCT), der unter anderem zwischen 1984 und 1989 Premierminister der Republik Kongo war.

## Leben
Poungui war Mitglied der 1969 gegründeten Parti Congolais du Travail (PCT) und wurde während der Amtszeit von Staatspräsident Marien Ngouabi 1971 als Finanzminister erstmals in ein Regierungsamt berufen und hatte dieses bis 1973 inne. Zugleich fungierte er zwischen 1972 und 1973 als Vizepräsident. Nachdem Henri Lopès am 28. Juli 1973 das wieder geschaffene Amt des Premierministers übernommen hatte, wurde Poungui Planungsminister und hatte dieses Amt vom 18. Dezember 1975 bis 1976 auch in der Regierung von dessen Nachfolger Louis Sylvain Goma inne.
Am 7. August 1984 löste Poungui schließlich Louis Sylvain Goma als Premierminister der Republik Kongo ab und bekleidete dieses Amt fünf Jahre lang bis zu seiner Ablösung durch Alphonse Poaty-Souchlaty am 7. August 1989. Später trat er der Union panafricaine pour la démocratie sociale (UPDS) bei.